# Jüdische Gemeinde Horkheim
Eine jüdische Gemeinde in Horkheim, einem Stadtteil von Heilbronn im nördlichen Baden-Württemberg, hat nach dem Nachweis einzelner Juden bis zurück ins 17. Jahrhundert insbesondere ab dem 18. Jahrhundert bestanden. Die Gemeinde hatte um 1771 ihre größte Mitgliederzahl und ging dann in der zweiten Hälfte des 19. Jahrhunderts durch Abwanderung merklich zurück.

## Geschichte
Die Herrschaftsverhältnisse in Horkheim sind bestimmend für das Entstehen und die Entwicklung der jüdischen Gemeinde. Da das Dorf ab 1504 zu Württemberg gehörte, dem Amt Weinsberg unterstellt, und Juden bis 1811 nicht zugelassen wurden, gab es in dieser Zeit nur auf der Burg Horkheim Juden im Ort.
Auf dem Burgbereich wechselten sich folgende Eigentümer ab, die bis 1806 das pfälzische Lehen innehatten: Lemlin, von Seibold, von Engelbronn, von Schütz und Buhl.
Der älteste Nachweis über einzelne Juden im Ort stammt von 1692, als unter dem Geschlecht der Seibold Juden in der Horkheimer Burg aufgenommen wurden. Der württembergische Vogt zu Weinsberg verfolgte die Annahmen von Schutzjuden in der Burg mit Unwillen und Schikanen, so zum Beispiel bei der Gewährung des freien Durchzugs durch Württemberg, der mit jährlichen Abgaben bezahlt werden musste. Die meisten Juden lebten schutzgeldfrei, weil sie oder ihre Vorfahren Wohnungen oder eingefallene Gebäude auf dem Burgareal auf ihre Kosten renoviert oder neue Häuser gebaut hatten.

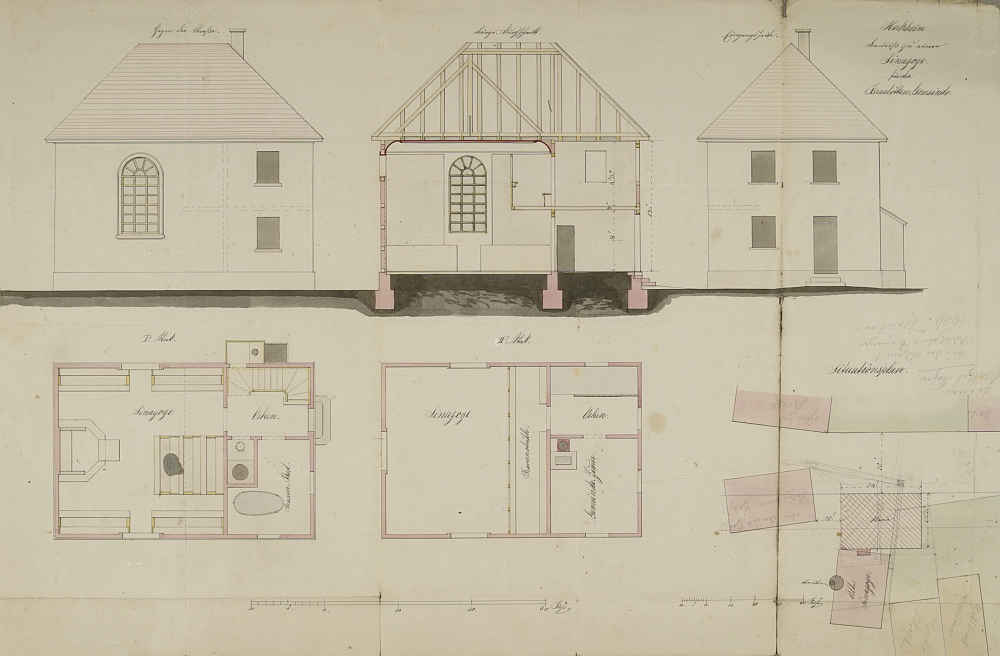
Bauplan der Synagoge Horkheim

Als der neue Besitzer der Burg ab 1748, Johann Heinrich Buhl, gegen alte Vereinbarungen versuchte, mehr Abgaben von den Juden zu erlangen, schwand das Interesse der Juden, am Ort zu bleiben. Deshalb sank ihre Zahl in der zweiten Hälfte des 18. Jahrhunderts ständig. Die Juden wanderten in das Schmidbergsche Schlösschen zur Jüdischen Gemeinde Talheim und zur Jüdischen Gemeinde Sontheim ab.
Nachdem die Burg Horkheim Anfang des 19. Jahrhunderts württembergisches Lehen geworden war und Juden sich im Dorf niederlassen durften, erreichte die jüdische Gemeinde 1858 mit 72 Personen ihre Höchstzahl, ging dann jedoch – überwiegend aufgrund von Abwanderung nach Heilbronn – bis 1933 auf vier Personen zurück.
Die Horkheimer Juden wurden 1832 eine Filialgemeinde von Sontheim und hatten dort dann auch ihr Begräbnis auf dem Jüdischen Friedhof Sontheim, das sie zuvor auf dem Jüdischen Friedhof Affaltrach hatten.

## Nationalsozialistische Verfolgung
1941/42 wurden der Viehhändler Max Meier, seine Frau, Tochter und Schwester nach Riga bzw. Theresienstadt deportiert und ermordet.
Das Gedenkbuch des Bundesarchivs verzeichnet elf in Horkheim geborene jüdische Bürger, die dem Völkermord des nationalsozialistischen Regimes zum Opfer fielen.

## Persönlichkeiten
Die Familie Victor kam aus Horkheim, wo sie mit Pelzen und Fellen handelte. Julius Victor (* 15. Juni 1838; † 30. August 1887) erwarb am 3. Juli 1862 das Bürgerrecht von Heilbronn und konnte damals ein Vermögen von 3000 Gulden nachweisen. Bereits 1868 machten sich dann die Gebr. Victor (Julius, Joseph und Victor) in Heilbronn selbstständig. Aus diesem Unternehmen entwickelte sich die Lederfabrik Gebr. Victor in Heilbronn.
Max Horkheimer (1895–1973), Sohn einer jüdischen Fabrikantenfamilie in Zuffenhausen, stammt möglicherweise von Juden aus Horkheim ab.

## Gemeindeentwicklung
| Jahr | Gemeindemitglieder |
| ---- | ------------------ |
| 1744 | 12 Personen        |
| 1749 | 17 Personen        |
| 1771 | 89 Personen        |
| 1789 | 8 Familien         |
| 1828 | 54 Personen        |
| 1841 | 64 Personen        |
| 1858 | 72 Personen        |
| 1867 | 32 Personen        |
| 1895 | 25 Personen        |
| 1933 | 4 Personen         |